# Martin Čížek
Martin Čížek (Vítkov, 9 giugno 1974) è un ex calciatore ceco, di ruolo centrocampista.

## Palmarès

### Club

#### Competizioni nazionali
- Campionato ceco: 2

Sparta Praga: 1996-1997
Baník Ostrava: 2003-2004
- Pohár ČMFS: 1

Baník Ostrava: 2004-2005